# Elmen
Elmen è un comune austriaco di 373 abitanti nel distretto di Reutte, in Tirolo.